# ヴァルズメ
ヴァルズメ（仏: Valsemé）は、フランスのノルマンディー地域圏、カルヴァドス県に属するコミューン。

## 地理
県都カーンからは東へ33km、リジューからは北西に13kmほどいった田園地帯に位置する。特段大きな集落はなく、いくつかの集落あるいは一軒家が集まってコミューンを形成している。北でドリュベックと、南東でル・トルケンヌと、南でボヌボスクと、南西でボーフール＝ドリュヴァルと、北西でアヌボーとそれぞれ接しており、ドリュベックやアヌボーにはノルマンディー高速道路が通っている。中央部では幹線道路のD45とD16が交差する。

## 行政
- 首長 - ティエリー・ラングロワ（Thierry Langlois、無所属、2008年3月から） 商務官
- 前首長 - アルベール・ボシェ（Albert Bauchet、無所属、1989年から2008年3月まで）

## 人口の推移[1]
| 1962年 | 1968年 | 1975年 | 1982年 | 1990年 | 1999年 | 2006年 | 2007年 |
| ------ | ------ | ------ | ------ | ------ | ------ | ------ | ------ |
| 152    | 143    | 121    | 129    | 184    | 247    | 273    | 271    |